# Compagnie Soudanaise
La Compagnie soudanaise est une entreprise coloniale commerciale française fondée le 17 juillet 1927, introduite à la bourse de Marseille en 1928, son siège est alors situé à Kayes (Soudan français). Au Cameroun français, après sa fusion avec la Société anonyme des Établissements Mas, elle s'est établie à Akwa (Douala).

## Histoire
Démarré avec un lot de matériel divers, la société est active dans divers domaines (l'égrenage du coton, du kapock. le traitement des arachides, la corderie, la fabrication de la glace et la mécanique générale) et possède une usine avec une toiture de tôle ondulée abritant un ensemble de machines disparates en propre et par les machines qui lui ont été confiées à titre de prêts.
Siège social : Doual, situé à l'angle de la rue entre le Boulevard de la Liberté et l'avenue du 27-Août-1940 (Cameroun). Une partie du terrain est cédée à André Sohaing (parmi les premiers camerounais non Dualas - Bamilékés à acheter des terrains dans les quartiers réservés pour les colons et qui y bâtit l'hôtel Akwa Palace).
Bureaux de Paris : 4, rue d'Enghien (10e). Capital. — Société anonyme, fondée le 17 juillet 1927, au capital de 51 270 000 F CFA, divisé en 410 160 actions de 125 F. — Parts 20 000.
Fusionne le 23 octobre 1930 avec les Ets Mas.

## Activités
Importation au Cameroun de tous articles tissus, quincaillerie, radio, électricité, vins, spiritueux, etc. 
Exportation de Cacao, cafés en direct et à travers négociants tels Mavrommatis, (diaspora d'affaire Hellénique à Douala,,) qui possède 434 m² de boutique à Akwa, huile de palme, palmistes, etc. 
Comptoirs. — Cameroun : Douala, Yaoundé, Balmayo, N'Kongsamba, Yabassi, Edéa, Eséka, Kribi, Ebolowa, Bafang, M'Banga. 
Pour l'exercice 1947-48, les comptes font ressortir un bénéfice d’environ 15 millions de francs CFA contre 6 394 703 F CFA.
En 2023, elle est toujours en activité son siège est avenue du Président Ahmadou Ahidjo à Douala (Cameroun).

## Actionnaires, dirigeants
Conseil. — Robert Gérard, président ; A. de Talhouet [La Providence], Henry Loste [ép. Ballande], Pierre Bourceret [BAO puis SIAO], J.-C. Hottinguer, Société d'investissements camerounais, admin.-directeur général : Antonin Tabaste. — Fondé de pouvoir : Louis Pénétrat.